# Comté de Grays Harbor
Le comté de Grays Harbor (en anglais : Grays Harbor County) est l'un des 39 comtés de l'État américain de Washington. Son siège est Montesano et ses trois plus grandes villes Aberdeen, Hoquiam et Ocean Shores. Sa population s'élève à 72 797 habitants selon le recensement de 2010, pour une superficie totale de 5 761 km2. De 1854 à 1915, ce comté côtier centré sur la baie de Grays Harbor est dénommé comté de Chehalis.

## Comtés adjacents
- Comté de Jefferson (au nord)
- Comté de Mason (au nord-est)
- Comté de Thurston (à l'est/sud-est)
- Comté de Lewis (au sud/sud-est)
- Comté de Pacific (au sud)

## Transports
- U.S. Route 12
- U.S. Route 101
- Washington State Highway 8

## Communautés incorporées etCDP
| Ville                | Population (2010) | Superficie | Densité (2010) |
| -------------------- | ----------------- | ---------- | -------------- |
| Aberdeen             | 16 896            | 32,0       | 613            |
| Aberdeen Gardens     | 279               | 3,6        | 64             |
| Amanda Park          | 252               | 21,3       | 12             |
| Brady                | 676               | 18,5       | 35             |
| Central Park         | 2 685             | 9,1        | 281            |
| Chehalis Village     | 346               | 2,6        | 131            |
| Cohassett Beach      | 722               | 3,3        | 189            |
| Copalis Beach        | 415               | 9,8        | 51             |
| Cosmopolis           | 1 649             | 3,9        | 479            |
| Elma                 | 3 107             | 5,0        | 635            |
| Grayland             | 953               | 17,8       | 53             |
| Hoquiam              | 8 726             | 40,4       | 374            |
| Humptulips           | 255               | 24,5       | 9              |
| Junction City        | 18                | 4,5        | 18             |
| Malone-Porter        | 682               | 27,3       | 17             |
| Markham              | 111               | 2,9        | 33             |
| McCleary             | 1 653             | 5,4        | 311            |
| Moclips              | 207               | 8,4        | 73             |
| Montesano            | 3 976             | 27,4       | 148            |
| Neilton              | 345               | 25         | 14             |
| Oakville             | 684               | 1,3        | 528            |
| Ocean City           | 217               | 11,3       | 19             |
| Ocean Shores         | 5 569             | 32,1       | 253            |
| Oyehut-Hogans Corner | 170               | 3,4        | 57             |
| Satsop               | 619               | 18,1       | 34             |
| Taholah              | 824               | 5,3        | 188            |
| Westport             | 2 099             | 11,65      | 219            |

## Célébrités
- Kurt Cobain (1967-1994), musicien ;
- Buzz Osborne (né en 1964), musicien.